# Ernst Nobs
Ernst Nobs, född 14 juli 1886 i Seedorf, död 13 mars 1957 i Meilen, var en framstående socialdemokrat från Schweiz.
Han utbildade sig till lärare, arbetade som det i Wynau och Ostermundigen, för att sedermera bli journalist. Han kom att arbeta för Socialdemokraternas partitidningar Freien Innerschweiz och Volksstimme (nedlagd 1996). Detta ledde honom till chefredaktörskapet för dagstidningen Volksrecht. Hans politiska engagemang började 1916 med att han blev invald i Zürich, vilket så småningom gav honom posten Stadtpräsident (borgmästare) 1942-44. Med den äran blev han invald i förbundsrådet. Men han drog sig tillbaka till Zürich-politiken, och arbetade vid Eidgenössisches Finanzdepartement, finansdepartementet. Han blev Bundespräsident, förbundspresident, 1949 efter att ha varit viceordförande 1948. I november 1951 pensionerade han sig. 

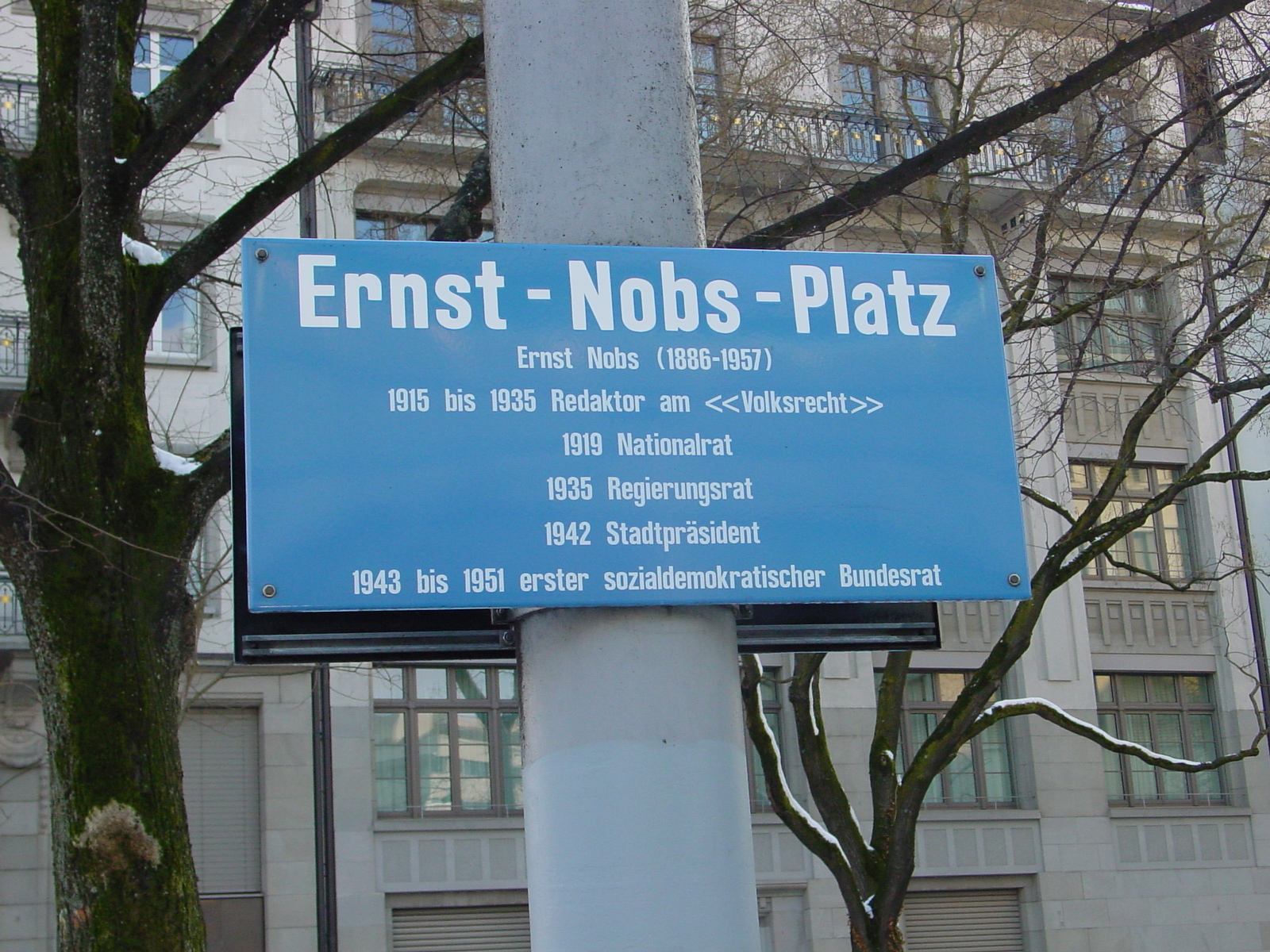
Ernst Nobs plats i Zürich.

Han har fått en plats uppkallad i Zürich efter sig.